# Clyfford Still
Clyfford Still, född 30 november 1904, död 23 juni 1980, amerikansk målare.
Stills starkt individuella stil har mycket gemensamt med samtida europeiska rörelser. Han var emellertid en centralgestalt bland color-field-målarna inom den abstrakta expressionismen och hade stort inflytande som lärare vid California School of Fine Arts 1946-1950.
Still arbetade med stora, monokroma former och dominerande färger är svart, rött och gult. Hans målningar, där rummet och gestalten ingår en kraftfull förening, till exempel 1947-M (1947), är lyriska och uttrycksfulla.

## Clyfford Still Museum
- Huvudartikel: Clyfford Still Museum

Sedan 2011 finns Clyfford Stills efterlämnade verk permanent utställda på Clyfford Still Museum i Denver i Colorado i USA.